# Владимиро-Ильинский сельский совет (Новотроицкий район)
Владимиро-Ильинский сельский совет (укр. Володимиро-Іллінська сільська рада) — входит в состав
Новотроицкого района
Херсонской области
Украины.
Административный центр сельского совета находится в 
с. Владимиро-Ильинка
.

## История
- 1944 — дата образования.

## Населённые пункты совета
- с. Владимиро-Ильинка
- с. Катериновка
- с. Новореповка
- с. Новоукраинка
- с. Софиевка